# Arnaldo Tamburini
Pour les articles homonymes, voir Tamburini.

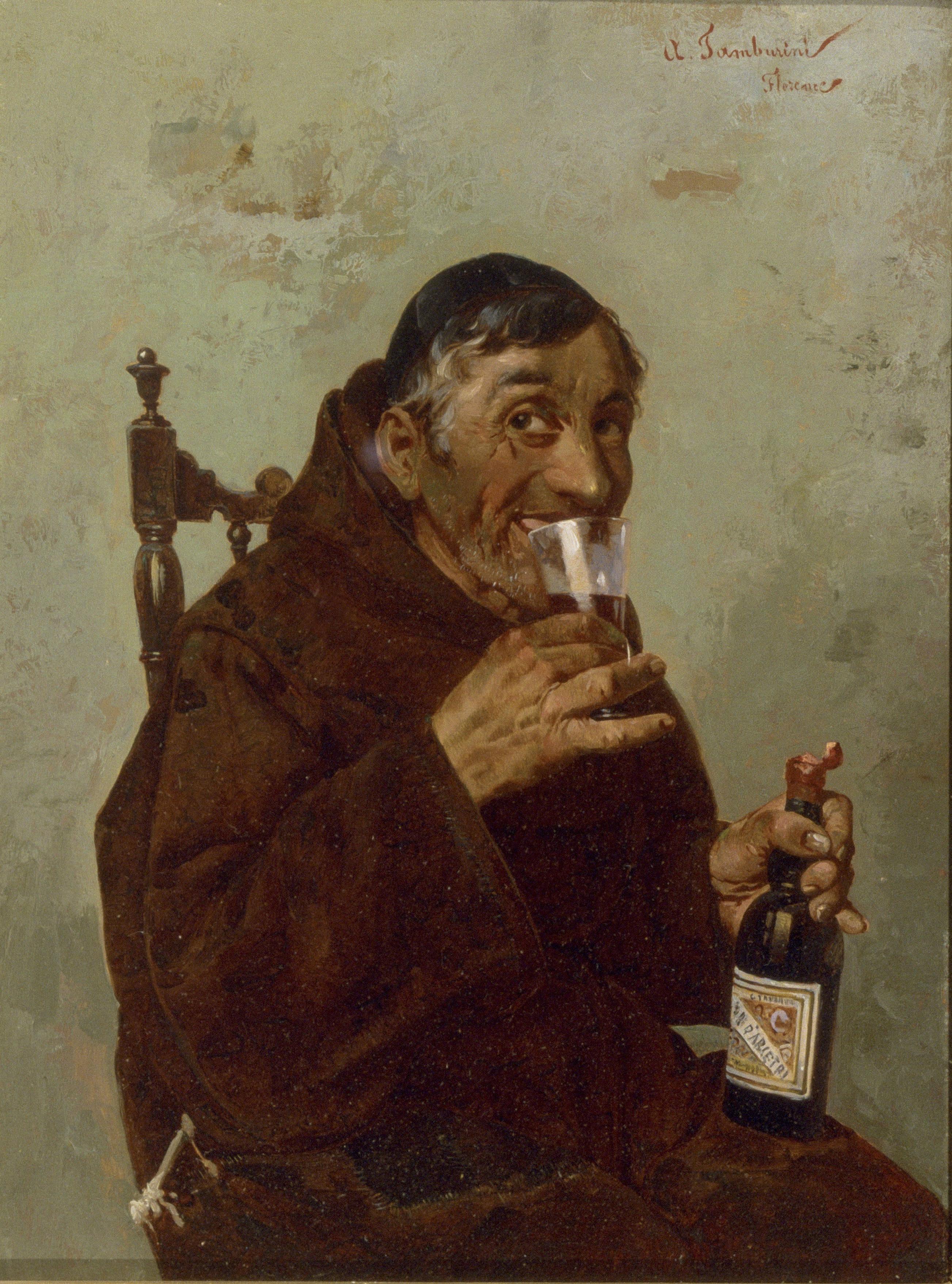
Le Moine, tableau d'Arnaldo Tamburini, fin du XIXe siècle.

Arnaldo Tamburini ou Arnoldo Tamburini, né en 1843 à Florence et mort en 1908, est un peintre italien.

## Biographie
Arnaldo Tamburini naît en 1843 à Florence. Il expose dans sa ville natale et à Venise. Le musée national San Matteo de Pise conserve de lui les portraits des rois Victor-Emmanuel II et de Humbert Ier.